# Arbejdernes Kunstforening
Arbejdernes Kunstforening blev grundlagt 1936 af Arbejdernes Oplysning Forbund, AOF. Foreningen skulle tilbyde god og billig grafik af anerkendte kunstnere til arbejderhjemmene. Siden kom foreningen til også at dreje sig om kunstformidling, etablering af vandreudstillinger på arbejderpladserne etc.
Foreningen forærede i 2002 sin samling på 367 malerier og 1.444 stykker grafik og tegninger til Arbejdermuseet.